# Personaggi di Sword Art Online

Da sinistra: Klein, Sinon, Silica, Leafa, Kirito, Asuna, Yui e Lisbeth

Questa è la lista dei personaggi di Sword Art Online.

## Personaggi principali di Aincrad
Kirito (キリト?, Kirito) / Kazuto Kirigaya (桐ヶ谷 和人?, Kirigaya Kazuto)
Doppiato da: Yoshitsugu Matsuoka (ed. giapponese), Alessio De Filippis (ed. italiana)
Kirito è il protagonista di Sword Art Online ("SAO"). Essendo stato uno dei pochi beta tester del gioco, l'ha potuto provare prima del lancio ufficiale, e può infatti vantarne un'incredibile conoscenza. Qualche tempo dopo l'inizio del gioco, Kirito si unisce ad una gilda, nascondendo loro di essere un Beater (termine coniato da Kirito stesso per definirsi, che è l'unione di Beta Tester e Cheater), ma durante l'esplorazione di un dungeon cadono in una trappola, e i compagni di Kirito rimangono vittime di nemici molto più forti di loro. Kirito, sentendosi responsabile dell'accaduto, deciderà di continuare il suo viaggio verso il 100º piano da solo senza coinvolgere altri giocatori. Le abilità di Kirito miglioreranno ulteriormente quando, misteriosamente, un giorno noterà di avere accesso ad una skill sconosciuta e mai vista in SAO, la "dual wield"; per non provocare la rabbia o l'invidia di altri giocatori, cercherà di tenere nascosta quest'abilità.
Asuna (アスナ?, Asuna) / Asuna Yūki (結城 明日奈?, Yūki Asuna)
Doppiata da: Haruka Tomatsu (ed. giapponese), Francesca Manicone e Jolanda Granato (da Alicization) (ed. italiana)
Asuna è una delle prime persone con cui Kirito instaurerà un rapporto di amicizia. Asuna è famosa per la sua incredibile velocità, tanto da essere soprannominata "Asuna la saetta". Dopo il primo incontro con Kirito, i due si separeranno, e quando si incontreranno di nuovo, si scoprirà che Asuna è diventata uno dei vicecomandanti dei "Knights of the Blood Oath", la gilda più forte di tutta SAO. Inizialmente, l'unico pensiero di Asuna sarà quello di finire il gioco, ritenendo che ogni giorno passato lì dentro è un giorno perso nel mondo reale; questo fino a quando non si innamorerà di Kirito, rendendosi conto che nonostante sia un mondo virtuale, il rapporto è vero.
Klein (クライン?, Kurain) / Ryōtarō Tsuboi (壷井 遼太郎?, Tsuboi Ryōtarō)
Doppiato da: Hiroaki Hirata (ed. giapponese), Gabriele Marchingiglio (ed. italiana)
Klein è un giocatore alle prime armi, che incontra Kirito il giorno d'apertura ufficiale di Sword Art Online e, avendolo riconosciuto come beta tester, gli chiede la cortesia di insegnargli le basi. I due si separano lo stesso giorno, dopo che Kayaba illustra a tutti i giocatori quello che lui stesso definisce il tutorial di SAO. Klein si dimostra una persona aperta e socievole, che difende e rispetta Kirito nonostante la predominante e negativa opinione sui beta tester. Quando si rincontrano, Klein ricopre la posizione di capo della gilda Fūrinkazan, i cui membri hanno armi ed equipaggiamenti principalmente votati al colore rosso e ricalcano esteticamente quelli dei samurai dell'epoca Sengoku.
Nonostante non viaggino l'uno al fianco dell'altro, Klein incontra regolarmente Kirito ed i suoi amici, e intraprende occasionalmente delle quest assieme a loro.
Yui (ユイ?, Yui)
Doppiata da: Kanae Itō (ed. giapponese), Annalisa Usai (ed. italiana)
Inizialmente personaggio presente nelle side story dedicate al mondo di SAO, ricoprirà poi il ruolo di PG di supporto in ALO, sotto forma di "Pixie". Yui, scambiata di primo acchito per una bambina sperduta, si rivela essere un programma di intelligenza artificiale all'interno del gioco. Il suo nome operativo per intero è "MHCP v.1" ("Mental Health - Counselling Program"), anche detta "Yui" per i giocatori. Lo scopo principale di questa IA è quello di monitorare le emozioni e sensazioni dei giocatori, stare al loro fianco ed aiutarli. In seguito alla radicale svolta che il mondo di SAO ha subito durante il primo giorno d'apertura ufficiale, le viene tassativamente proibito ogni contatto coi giocatori, e la sua funzione viene meno. Non potendo far altro che osservare la sofferenza dei giocatori, il suo incontro con Kirito e Asuna le presenta per la prima volta delle sensazioni di gioia e pace. Viene inizialmente scambiata per una bambina sperduta affetta da amnesia, così i due decidono di tenerla sotto la loro ala. La sua vera identità viene scoperta quando, in quanto programma artificiale, viene decretata la sua cancellazione da SAO. Yui viene salvata da Kirito, che archivia i suoi dati nel proprio NerveGear. Yui è solita riferirsi a Kirito con "papà" e ad Asuna con "mamma". Mal digerisce quando una ragazza differente da Asuna si avvicina a Kirito.
Heathcliff (ヒースクリフ?, Hīsukurifu) / Akihiko Kayaba (茅場 晶彦?, Kayaba Akihiko)
Doppiato da: Tōru Ōkawa / Kōichi Yamadera (ed. giapponese), Marco Balzarotti / Massimiliano Lotti (ed. italiana)
Kayaba è il direttore e creatore di Sword Art Online, nonché antagonista principale del primo arco narrativo. È a causa sua se i giocatori connessi a SAO non possono lasciare volontariamente il mondo virtuale tramite logout. Inoltre, impedisce la rimozione del NerveGear tramite terzi, poiché l'hardware distruggerebbe il cervello (attraverso un sistema che genera onde radio molto potenti) del giocatore in caso di rimozione forzata. L'obiettivo, a sua detta, è stato già raggiunto, ovvero quello della creazione di un vero e proprio mondo alternativo, e desidera limitarsi ad osservare lo svolgersi degli eventi. In linea con tali intenzioni, si nasconde sotto le rispettate vesti di Heathcliff, capo della gilda dei "Knights of Blood", partecipando attivamente nel mondo virtuale. Nonostante il proprio avatar abbia la protezione dell'immortalità, Kayaba non necessita strettamente di simili misure, poiché, in quanto creatore di SAO, conosce perfettamente tutte le sue meccaniche di gioco ed il modo migliore per contrastarle. Grazie a tale protezione, Kayaba sconfigge Kirito in un primo duello, ma viene scoperto dal ragazzo, il quale dimostra la sua immortalità all'intera gilda dei "Knights of Blood" quando, dopo il combattimento col boss del 75º piano, gli sferra un attacco a sorpresa che gli sarebbe risultato letale. Nonostante non sia ricorso alle sue vere fattezze per non farsi identificare, Kayaba ha scelto di impostare anche il proprio NerveGear con l'ordine di distruggere il suo cervello in caso di sconfitta.
Agil (エギル?, Egiru) / Andrew Gilbert Mills (アンドリュー・ギルバート・ミルズ?, Andoryū Girubāto Miruzu)
Doppiato da: Hiroki Yasumoto (ed. giapponese), Claudio Moneta (ed. italiana)
Agil (o Egil) è un uomo adulto amante anche lui dei videogiochi online, e uno degli amici più stretti di Kirito all'interno di SAO. Nel gioco gestisce un'armeria, mentre nel mondo reale gestisce un pub. Si unisce ad alcuni raid organizzati dalle gilde. La sua arma è una grande ascia, quindi è principalmente basato sull'attacco pesante.
Silica (シリカ?, Sirica) / Keiko Ayano (綾野 珪子?, Ayano Keiko)
Doppiata da: Rina Hidaka (ed. giapponese), Serena Clerici (ed. italiana)
Incontrata da Kirito in SAO per la prima volta, Silica è una ragazzina di tredici anni che, in un lasso relativamente breve di tempo, impara a domare una creatura molto rara, un draghetto (di nome Pina), nonostante sia una giocatrice di medio livello. Gode di una fama che ha fatto sì che numerosi giocatori la lusingassero e cercassero di ingentilirsela (essendo una idol giapponese), inducendola a sopravvalutarsi. È solita prendere le distanze da giocatori maschili che le propongono matrimoni in-game, nonostante la sua giovane età. Un giorno Silica si perde in una foresta, perdendo a sua volta la propria creatura, ma, per sua fortuna, viene tempestivamente salvata da Kirito. Il ragazzo si mostra incredibilmente confortante e disposto ad aiutarla, poiché le fattezze di lei gli rammentano sua sorella minore. Grazie al fondamentale aiuto di Kirito, Silica riesce a riportare in vita il suo draghetto scopre che ad averla accompagnata è un cosiddetto "beater", ma non lo teme, poiché ritiene che non ci sia nulla di cui aver paura nello stare a fianco ad una persona tanto gentile. In ALO, Silica è parte integrante della gilda che fondano Kirito ed Asuna, insieme a Lisbeth, Leafa, Klein, Sinon e Yui.
Lisbeth (リズベット?, Rizubetto) / Rika Shinozaki (篠崎 里香?, Shinozaki Rika)
Doppiata da: Ayahi Takagaki (ed. giapponese), Loredana Foresta (ed. italiana)
È un fabbro. Asuna e Kirito la chiamano "Liz". Inizialmente si innamora di Kirito, ma sopprime i suoi sentimenti quando scopre che egli e Asuna sono innamorati l'uno dell'altro. In ALO, Lisbeth è parte integrante della gilda che fondano Kirito ed Asuna, insieme a Leafa, Silica e Yui.
Sachi (サチ?, Sachi)
Doppiata da: Saori Hayami (ed. giapponese), Emanuela Pacotto (ed. italiana)
Sachi era un membro della gilda "Moonlit Black Cats", la prima gilda di cui Kirito entrò a far parte. Muore in un dungeon insieme a quasi tutti i membri della gilda, lasciando Kirito in disperazione, dato che lui teneva molto a lei. Aveva lasciato un messaggio per Kirito, che gli viene consegnato il giorno di Natale. Dopo quest'episodio, Kirito non fece più party con nessuno, fino a che non incomincia a stare al fianco di Asuna.
Sasha (サーシャ?, Sāsha)
Doppiata da: Kyoko Fujī (ed. giapponese), Martina Felli (ed. italiana)
Giocatrice di SAO che si prende cura dei bambini senza genitori nella chiesa del 1º piano. Asuna e Kirito la aiutano quando le guardie dell'Armata la accerchiano e la separano da alcuni dei suoi bambini per estorcerle del denaro.
Diabel (ディアベル?, Diaberu)
Doppiato da: Nobuyuki Hiyama (ed. giapponese), Paolo De Santis (ed. italiana)
Ex beta-tester che indice la riunione all'inizio del gioco e che muore nel combattimento contro il boss del 1º piano mentre cerca di aggiudicarsi l'oggetto raro della ricompensa durante l'attacco finale.
Kibaou (キバオウ?)
Doppiato da: Tomokazu Seki (ed. giapponese), Luca Ghignone (ed. italiana)
Giocatore che sin dall'inizio del gioco dimostra di odiare i beta-tester. Più avanti nel corso della storia si viene a scoprire che è salito al comando di un gruppo dell'Armata e crea ostilità nel 1º piano mandando al fronte i giocatori con i livelli più alti. Ha trovato un luogo di caccia segreto sotto la Città d'inizio dove ha imprigionato uno dei capi dell'armata.
Yulier (ユリエール?, Yuriēru)
Doppiata da: Ryōko Shiraishi (ed. giapponese), Elisabetta Spinelli (ed. italiana)
Comandante in seconda dell'Armata. Chiede aiuto ad Asuna e Kirito per salvare Thinker.
Thinker (シンカー?, Shinkā)
Doppiato da: Takahiro Mizushima (ed. giapponese), Jacopo Calatroni (ed. italiana)
Capo dell'Armata cui viene tesa una trappola da Kibaou, il quale lo intrappola sotto la Città d'inizio.
Kobats (コーバッツ?, Kōbattsu)
Doppiato da: Tetsu Inada (ed. giapponese), Luca Semeraro (ed. italiana)
Giocatore facente parte dell'Armata, mandato al fronte a capo di un piccolo esercito. Muore nel combattimento contro il "Demone dagli occhi azzurri", boss del 74º piano.

## Personaggi principali in Alfheim Online
Leafa (リーファ?, Rīfa) / Suguha Kirigaya (桐ヶ谷 直葉?, Kirigaya Suguha)
Doppiata da: Ayana Taketatsu (ed. giapponese), Eva Padoan, Jolanda Granato (Sword Art Online - The Movie: Ordinal Scale) e Ludovica De Caro (War of Underworld) (ed. italiana)
È la sorella adottiva e cugina di Kirito. Suguha (talvolta chiamata "Sugu") è una studentessa diligente che nutre interesse verso lo sport (difatti ha praticato kendō per otto anni). Dopo che Kazuto rimane intrappolato nel mondo di SAO, Suguha decide di giocare ad ALO, sotto il nickname di "Leafa". Nutre dei sentimenti verso Kazuto, ma non sa che quelli che quest'ultimo prova per Asuna sono troppo forti perché possa nascere qualcosa fra loro. Incontra casualmente Kirito in ALO, all'interno del quale i giocatori non mantengono le loro reali fattezze, aiutandolo nella ricerca e nel salvataggio di Asuna. Quando comprende la profondità dell'amore di Kirito verso Asuna, e dopo essersi resa conto che Kirito è Kazuto, decide di rinunciare a lui.
Oberon il re delle fate (妖精王オベイロン?, Yōsei-ō Obeiron) / Nobuyuki Sugō (須郷 伸之?, Sugō Nobuyuki)
Doppiato da: Takehito Koyasu (ed. giapponese), Ruggero Andreozzi (ed. italiana)
Principale antagonista del secondo arco narrativo, Nobuyuki è il direttore dell'istituto di ricerca "RECTO Progress Inc.". Scelto dal padre di Asuna per sposare la figlia, è stato adottato dalla famiglia Yūki per tale motivo. È il responsabile del mancato risveglio di trecento persone connesse a SAO, Asuna inclusa, dopo che il VRMMORPG ("Virtual Reality Massively Multiplayer Online Role-Playing Game") è stato completato. Esse sono tutte vittime di trasferimento e permanenza forzata nel mondo virtuale di ALO, nel quale Nobuyuki impersona l'avatar del "Re degli Elfi Oberon", ed è intento a studiare un possibile asservimento della mente umana indotta dalla tecnologia "FullDive". Fa rinchiudere Asuna e, nonostante la tenga come prigioniera, va spesso a trovarla e la indica come "Titania", "Regina delle Fate". Avvalendosi dei suoi comandi di sistema, impartisce a Kirito, giunto sulla cima del grande albero Yggdrasil per salvare Asuna, una cocente sconfitta, e cerca di violentare Asuna, ma i due vengono salvati dal "Ghost Program" di Akihiko Kayaba, vecchia conoscenza di Nobuyuki sempre vissuta come rivale. Dopo aver visto andare in malora tutti i suoi progetti, Nobuyuki, accecato dall'odio, tenterà di uccidere Kirito anche nel mondo reale, tentativo che non andrà a segno e gli costerà la libertà.
Yūki (ユウキ?, Yūki) / Yūki Konno (紺野 木綿季?, Konno Yūki)
Doppiata da: Aoi Yūki (ed. giapponese), Martina Felli (ed. italiana)
Yūki nasce il 23 maggio 2011. Nella vita reale appare come una ragazza dai capelli castani a caschetto e ha una corporatura molto esile, mentre il suo avatar in ALO ha lunghi capelli nero-violacei e occhi rossi; indossa un'armatura in ossidiana, una gonna viola, e un sottile fodero nero appeso alla vita. Secondo leader della gilda Sleeping Knight, Yūki era una persona felice di vivere al meglio la sua vita nonostante la sua difficile situazione, affermando che alcune cose si possono comunicare solo combattendo. Rinomata per la creazione dell'Original Sword Skill di undici colpi Mother's Rosario, muore di AIDS il 29 marzo 2026 a quindici anni cedendo l'abilità ad Asuna, di cui era una grande amica.

## Personaggi principali in Gun Gale Online
Sinon (シノン?, Shinon) / Shino Asada (朝田 詩乃?, Asada Shino)
Doppiata da Miyuki Sawashiro (ed. giapponese), Katia Sorrentino (ed. italiana)
Giocatrice di GGO, Sinon è un abile cecchino, anche soprannominata "Hecate" per l'arma che utilizza, un PGM Hécate II. Dopo aver perso il padre in tenera età, è diventata molto protettiva nei confronti della madre, il cui stato d'animo è diventato molto fragile in seguito alla perdita del marito. Dopo essere rimasta coinvolta in una rapina a mano armata, Shino resta traumatizzata e comincia a nutrire paura nei confronti delle armi e degli uomini, paranoie che durante il liceo l'hanno trasformata in vittima di bullismo. Decide di partecipare a GGO, in cui le ferite da fuoco sono fittizie, per cercare di superare la sua fobia. Insegna le basi del gioco a Kirito, che scambia inizialmente per una ragazza a causa delle fattezze molto femminee dell'avatar di lui in questo VRMMORPG. Sinon compare anche in ALO nei panni di un arciere Caith Sith, aiutando Kirito a recuperare la spada Excalibur.
Death Gun (死銃?, Desu Gan) / Kyōji Shinkawa (新川 恭二?, Shinkawa Kyōji)
Doppiato da: Sōichirō Hoshi / Natsuki Hanae (ed. giapponese), Marco Balzarotti / Jacopo Calatroni (ed. italiana)
Amico e corteggiatore di Sinon nel mondo reale, utilizza in GGO il personaggio di Spiegel (シュピーゲル?, Shupīgeru), ma usa l'avatar di Death Gun per sparare a XeXeeD, che si era dimostrato il giocatore più forte. Kyōji odiava XeXeeD perché questi aveva sparso la voce che aumentare il parametro dell'agilità fosse la scelta migliore, e i progressi di Spiegel si erano completamente basati su ciò, ma poi lo stesso XeXeeD aveva svelato che puntare sull'agilità era una scelta inefficace. Successivamente Kyōji tenta di uccidere Sinon nel mondo reale.
Death Gun (死銃?, Desu Gan) / Shōichi Shinkawa (新川 昌一?, Shinkawa Shōichi)
Doppiato da: Sōichirō Hoshi / Ryōta Ōsaka (ed. giapponese), Marco Balzarotti / – (ed. italiana)
Ex membro di una gilda di PK in Sword Art Online, i Laughing Coffin, Shōichi, assieme a suo fratello Kyōji e ad un altro membro dei Laughing Coffin, trova un modo per uccidere i giocatori di GGO anche nella realtà. Successivamente, entra nel torneo Bullet of Bullets sotto il nome di Sterben per uccidere i giocatori più abili. È solito paralizzare l'avversario con un fucile da cecchino, per poi dargli il colpo di grazia con la sua illusoria "Death Gun", una pistola calibro 30. Quando Shōichi spara con la pistola a un giocatore nel mondo virtuale, suo fratello e l'altro membro dei Laughin Coffin si assicurano di ucciderlo in quello reale con un'iniezione letale. Il suo avatar in SAO era Zaza Occhi Rossi.

## Personaggi principali in Underworld
Alice Zuberg (アリス・ツーベルク?, Arisu Tsūberuku)
Doppiata da: Ai Kayano (ed. giapponese), Giulia Maniglio (ed. italiana)
Inizialmente, Alice era un'apprendista delle sacre arti presso Sorella Azariya, e portava ogni giorno il pranzo a Eugeo e Kirito. Un giorno si addentra in una grotta con i due e, avvicinatasi senza volerlo al Dark Territory, dove termina il Mondo degli Umani, si ritrova davanti una feroce lotta fra cavalieri. Vedendo un cavaliere sconfitto cadere a terra dal cielo, la ragazza cerca istintivamente di aiutarlo e cade all'interno dei confini dell'ostile territorio, ma viene tempestivamente salvata da Kirito e Eugeo. Addentrandosi, seppur di poco, nel Dark Territory, Alice infrange un tabù ed è perciò destinata a subire un'esecuzione da parte del Cavaliere dell'Integrità. Quando questi sopraggiunge per cercare Alice, Eugeo rimane paralizzato dalla paura, e Kirito non fa in tempo a salvare la ragazza prima che venga portata via.
Sei anni dopo, una visione spettrale di lei si manifesta davanti agli occhi di Kirito, rivelandogli che lo sta aspettando nella Cattedrale.
Eugeo (ユージオ?, Yūjio)
Doppiato da: Nobunaga Shimazaki (ed. giapponese), Jacopo Calatroni (ed. italiana)
Secondo i ricordi di Kirito, fittizi ed instillati in lui, Eugeo è il suo miglior amico sin dall'infanzia passata nel mondo di Underworld, assieme a Alice Zuberg. Eugeo è, di fatto, la prima persona che il protagonista incontra dopo il suo risveglio nel misterioso e cupo mondo di Underworld, e che lo accoglie nel suo villaggio, nel quale ricopre il mestiere di taglialegna. Entra in possesso della Spada della Rosa Blu, sebbene non sia capace di utilizzarla. Dopo aver passato cinque giorni a tagliare Gigas, un gigantesco cedro, viene allestita una festa a Rulid Village per l'evento, festa durante la quale Eugeo palesa le sue intenzioni di diventare un cavaliere.
Gabriel Miller (ガブリエル・ミラー?, Gaburieru Mirā)
Doppiato da: Akira Ishida (ed. giapponese), Matteo De Mojana (ed. italiana)
Gabriel Miller è nato nel distretto di Pacific Palisades, nella periferia di Los Angeles, in California, nel marzo 1998. Noto come Subtilizer in Gun Gale Online mentre in Project Alicization, e temporaneamente noto come Vector, il dio dell'oscurità e Imperatore del Dark Territory. È il principale antagonista in War of Underworld dell'arco narrativo Alicization. È il responsabile tecnologico del «Glowgen Defense Systems» e il figlio dell'ex presidente e fondatore dell'azienda. Ha giocato a Gun Gale Online (GGO) e ha vinto i tornei della prima edizione e quarta edizione del Bullet of Bullets (BoB) sui server di GGO giapponesi. Suo padre aveva un hobby nel collezionare campioni di insetti e il giovane Gabriel si sarebbe isolato nella stanza per vedere gli insetti multicolori con una lente d'ingrandimento. Durante tali osservazioni, Gabriel iniziò a pensare a ciò che alimentava quegli esseri.
Suo padre gli mostrò poi un video sull'accoppiamento dei mantidi di preghiera in cui la femmina divorava la testa del suo compagno durante l'accoppiamento, ma l'insetto continuava a muoversi nonostante non avesse più una testa.  Da allora iniziò a pensare dove fosse l'anima dell'insetto.
Dopo aver condotto numerosi esperimenti sugli insetti demolendo varie parti dei loro corpi in segreto, concluse che l'anima dell'insetto si era diffusa in tutto il suo corpo. Gabriel desiderava vedere o persino catturare quest'anima. Tuttavia, nonostante i suoi numerosi esperimenti nel suo laboratorio segreto, questo desiderio non sarebbe diventato realtà. Gabriel ha poi iniziato a pensare all'anima umana.  Dato che gli umani non potevano vivere senza la testa, concluse che la loro anima risiedeva nel cervello. Ha continuato i suoi pensieri sull'anima umana mentre analizzava la sua amica d'infanzia, Alicia Klingerman. Gabriel immaginò di sposare Alicia Klingerman un giorno per dare un'occhiata alla sua anima, ma, quando iniziò la crisi finanziaria globale del 2008, la famiglia di Alicia cadde pesantemente in debito.
La sua ossessione per l'anima umana è iniziata quando ha invitato Alicia Klingerman nel suo laboratorio segreto dietro la foresta a casa sua. Da lì, quando Gabriel e Alicia sì sono abbracciati, tirò fuori l'ago che suo padre usava con gli insetti, per perforare l'orecchio sinistro di Alicia mentre teneva l'orecchio destro. Alla morte di Alicia, Gabriel vide una piccola nuvola scintillante che le usciva dalla fronte e pensò che quello che stava vedendo era la sua anima. Da allora era ossessionato dall'anima umana. Gabriel mostrò grande interesse per la tecnologia FullDive creata in Giappone nella sua ricerca di anime.
Ha persino iniziato a studiare giapponese e ha combattuto contro i giocatori giapponesi in Gun Gale Online come Subtilizer. Era una leggenda tra i giocatori di GGO, poiché era in grado di vincere il 1º torneo di BoB con solo un coltello e una pistola e vincere il 4º torneo di BoB senza portare armi da solo, usando l'abilità «Army Combatative» per cimentarsi con il suo avversario, ruba l'arma del giocatore e usala per uccidere il suo bersaglio. Era in qualche modo in grado di predire le mosse dei suoi bersagli per tendere un'imboscata a distanza ravvicinata e ucciderli prima che fossero persino in grado di usare le loro armi contro di lui. Un giorno, la sua compagnia fu contattata dalla National Security Agency e fu loro richiesto di partecipare a un'operazione per assalire l'Ocean Turtle per ottenere la tecnologia di Soul Translator nascosta in segreto.  Sentendo parlare della tecnologia per interfacciarsi con l'anima umana e che era già riuscita a duplicare l'anima di un umano, Gabriel si offrì volontario per guidare lui stesso l'operazione. La sua frase più famosa è "Your soul will be so sweet" (lett. "La tua anima sarà così dolce").
Bercouli Synthesis One (ベルクーリ・シンセシス・ワン?, Berukūri Shinseshisu Wan)
Doppiato da: Jun'ichi Suwabe (ed. giapponese), Lorenzo Scattorin (Alicization) e Marcello Moronesi (War of Underworld) (ed. italiana)
Bercouli è il fondatore del villaggio di Rulid e il primo Cavaliere dell'Integrità. Nella leggenda del villaggio di Rulid, viene acclamato come un eroe, ma lascia il villaggio per un certo periodo. Dopo il suo ritorno, uccide un drago in una grotta attraverso la catena montuosa al confine con la Spada della Rosa Blu. Durante la sua lunga vita come Cavaliere dell'Integrità, Bercouli funge da mentore sia per Fanatio che per Alice, diventando un padre surrogato per quest'ultima. Quando Eugeo lo incontra per la prima volta, Bercouli percepisce una certa familiarità sia con Eugeo che con la sua arma, che alla fine lo porta alla sconfitta. Qualche tempo dopo la scomparsa di Quinella, Bercouli si assume la responsabilità di ricostruire l'ordine dopo la caduta della Chiesa Assiomatica. Quando Alice viene catturata da Vector/Gabriel, Bercouli combatte contro Vector in uno scontro uno contro uno. Tuttavia, Bercouli viene ferito da Vector e alla fine muore, ma non prima di aver ucciso Vector, dando ad Alice la possibilità di fuggire. Poco dopo il suo spirito passa all'aldilà
Fanatio Synthesis Two (ファナティオ・シンセシス・ツー?, Fanatio Shinseshisu Tsū)
Doppiata da: Hitomi Nabatame (ed. giapponese), Elisabetta Spinelli (ed. italiana)
Fanatio è il vice capo dei Cavalieri dell'Integrità e utilizza una spada leggera a lunga gittata. In battaglia, Fanatio nasconde il suo vero sesso ai suoi avversari, poiché crede che non la prenderanno sul serio perché è una donna. Pertanto, i suoi attacchi sono progettati per allontanare gli avversari da lei. Dopo che Kirito scopre la sua identità, Fanatio inizia a credere che Kirito sia l'unico a prenderla sul serio, il che porta alla sua sconfitta. In seguito, ha un figlio con Bercouli tre mesi prima della guerra.
Desoulbert Synthesis Seven (デュソルバート・シンセシス・セブン?, Dyusorubāto Shinseshisu Sebun)
Doppiato da: Hikaru Hanada (ed. giapponese), Ivo De Palma (ed. italiana)
Deusolbert è il Cavaliere dell'Integrità che arresta personalmente Alice per aver attraversato il Dark Territory. Diversi anni dopo, combatte ed è sconfitto sia da Kirito che da Eugeo.
Scheta Synthesis Twelve (シェータ・シンセシス・トゥエルブ?, Shēta Shinseshisu Tuerubu)
Doppiata da: Lynn (ed. giapponese), Jenny De Cesarei (ed. italiana)
Scheta è un membro dei Cavalieri dell'Integrità che non parla molto. La Spada del Giglio Nero che brandisce è ricavata da Administrator da un giglio nero fatale che può tagliare qualsiasi cosa. Scheta viene brevemente messa in ibernazione dopo aver accidentalmente ucciso un Cavaliere dell'Integrità durante un duello. Durante il combattimento con l'esercito del Dark Territory, Scheta riesce a ferire molti membri della gilda dei pugilisti prima di ritirarsi. Si interessa a Iskahn e, dopo la guerra, i due si fidanzano, diventando il ponte tra le due terre.
Renly Synthesis Twenty-seven (レンリ ・シンセシス・トゥエニセブン?, Renri Shinseshisu Tueni-sebun)
Doppiato da: Mutsumi Tamura (ed. giapponese), Andrea Rotolo (ed. italiana)
Renly è uno dei più giovani Cavalieri dell'Integrità, avendo ottenuto il titolo all'età di 15 anni. Un tempo spadaccino prodigioso, uccide accidentalmente il suo migliore amico al torneo di unificazione e sviluppa la paura di uccidere. Questo stigma lo accompagna anche dopo la cancellazione della memoria e si ritira dalla battaglia. Durante lo stress test finale, viene messo a capo di un'unità, ma scappa subito dopo. Tuttavia, vede Kirito tentare di salvare Ronye e Tiese nonostante non sia in grado di farlo, e supera la sua codardia salvandole e sconfiggendo un capo goblin
Eldrie Synthesis Thirty-one (エルドリエ・シンセシス・サーティワン?, Erudorie Shinseshisu Sātiwan)
Doppiato da: Takeaki Masuyama (ed. giapponese), Omar Maestroni (ed. italiana)
Eldrie Woolsburg è un campione del torneo dell'unificazione dei quattro imperi che sconfigge sia Sortiliena Serlut che Volo Levantein, guadagnandosi così un invito alla Central Cathedral. Una volta arrivato, Administrator lo trasforma in un Cavaliere dell'Integrità e diventa noto come Eldrie Synthesis Thirty-one. La sua prima missione è quella di fermare Kirito ed Eugeo dopo che entrambi fuggono dalle loro celle di prigione, ma viene presto sconfitto. Dopo il ritorno di Alice al villaggio di Rulid, Eldrie si reca al villaggio per giustiziare Kirito e riprenderla per unirsi alla resistenza contro il Dark Territory. Eldrie si spinge oltre i suoi limiti per sottomettere gli squadroni del Dark Territory e muore tra le braccia di Alice.
Linel Synthesis Twenty-eight (リネル・シンセシス・トゥエニエイト?, Rineru Shinseshisu Tuenieito) e Fizel Synthesis Twenty-nine (フィゼル・シンセシス・トゥエニナイン?, Fizeru Shinseshisu Tueninain)
Doppiate da: Hina Kino (Linel) e Konomi Kohara (Fizel) (ed. giapponese), Veronica Cuscusa (Linel) e Giada Bonanomi (Lizel) (ed. italiana)
Linel e Fizel sono le due più giovani Cavalieri dell'Integrità. Da piccole, vengono sottoposte a un esperimento condotto da Quinella, che prevede che 30 bambine si uccidano a vicenda. Quinella resuscita ogni bambina morta solo per continuare gli esperimenti. Gli effetti collaterali, secondo Linel, includono un enorme cambiamento di personalità e la scoperta di uccisioni più pulite. Essendo le ultime a uscire dall'esperimento, Quinella permette loro di diventare Cavalieri dell'Integrità. Le due incontrano poi Kirito ed Eugeo, li avvelenano e li portano a Fanatio. Kirito riesce a superarle e a paralizzarle a sua volta. Linel e Fizel vengono poi mostrate mentre partecipano alla guerra contro il Dark Territory.
Dakira Synthesis Twenty-two (ダキラ・シンセシス・トゥエニツー?, Dakira Shinseshisu Tueni-tsū)
Doppiata da: Kanako Sakuragi (ed. giapponese)
Dakira è un Cavaliere dell'Integrità di basso rango, senza un'arma di classe Divine Object, che ottiene il titolo all'età di ventidue anni. Viene selezionata per essere uno dei membri delle "Quattro Lame Rotanti", un'unità di cavalieri di basso rango sotto il comando di Fanatio. Dakira partecipa alla battaglia del Grande Cancello a Est contro l'esercito del Dark Territory, dove fa parte della divisione centrale della prima unità sotto il comando di Fanatio. Dakira sacrifica la sua vita durante la battaglia per proteggere la sua amata comandante da un attacco del capo dei giganti.